# Adolph Erlenmeyer

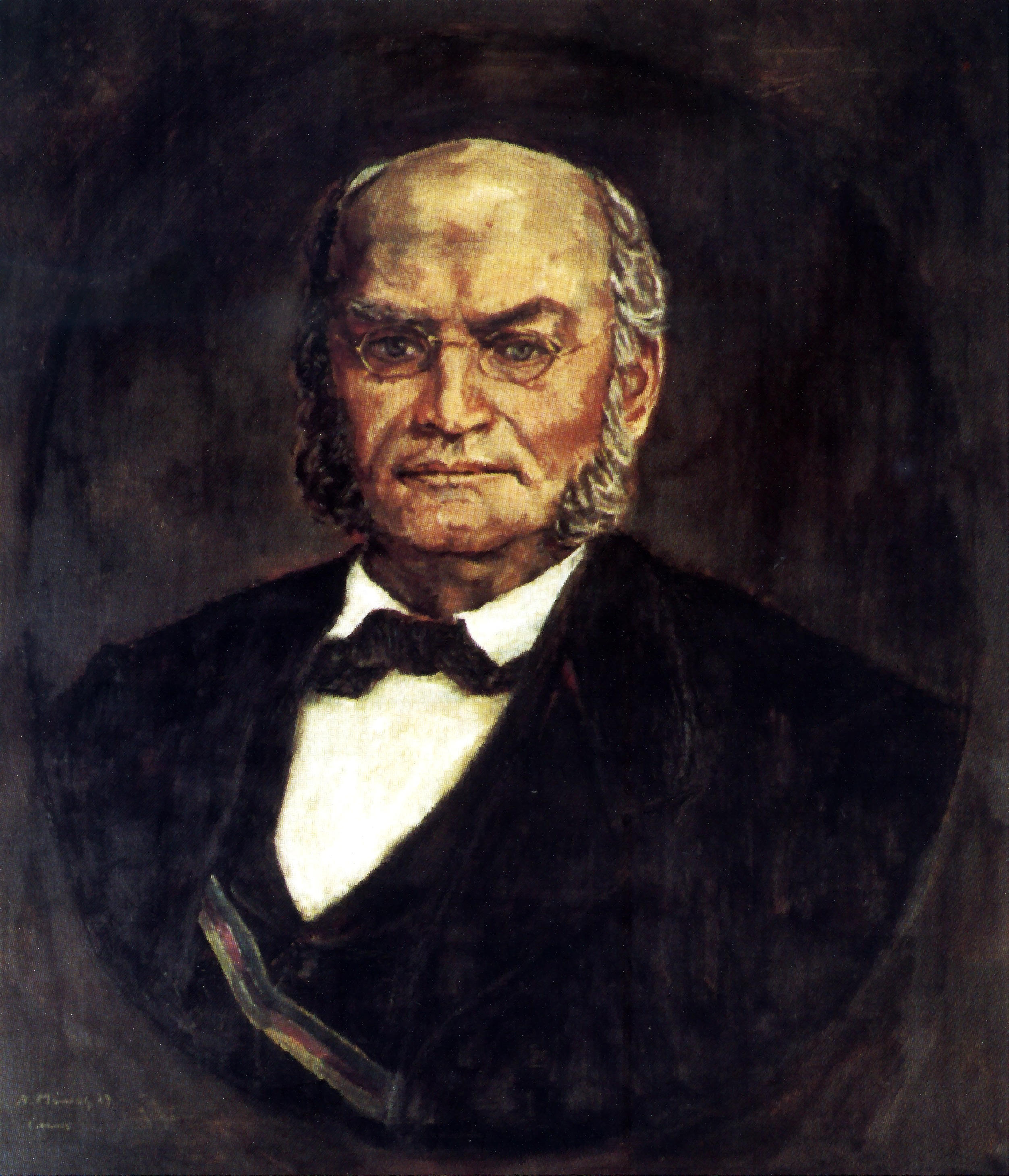
Ölgemälde als Bonner Teutone

Johann Adolph Albrecht Erlenmeyer (* 11. Juli 1822 in Wiesbaden; † 9. August 1877 in Bendorf) war ein deutscher Psychiater.

## Familie
Erlenmeyer war der Sohn des Stadtpfarrers und Dekans Friedrich Erlenmeyer. Sein Bruder war der Chemiker Emil Erlenmeyer und sein Sohn der Psychiater Albrecht Erlenmeyer.

## Leben
Adolph Erlenmeyer studierte in Marburg und Bonn. Nach der Promotion in Berlin arbeitete er von 1844 bis 1846 als Assistent bei dem Psychiater Maximilian Jacobi in Siegburg. Hier schrieb er seine Dissertation De urina maniacorum. Im Anschluss an diese Tätigkeit begab er sich auf eine längere Bildungsreise und besuchte alle größeren Irrenanstalten. In Prag wurde er von Josef Gottfried von Riedel ausgebildet und nahm an Hirnsektionen von Vincent Alexander Bochdalek teil. 1854 war er Mitbegründer der Deutschen Gesellschaft für Psychiatrie und Gerichtliche Psychologie und übernahm die Redaktion der dazugehörigen Gesellschaftsorgane. Er ließ sich in Bendorf als Allgemeinpraktiker nieder und errichtete dort eine Augenheilanstalt. Ferner begründete Erlenmeyer 1848 ein Asyl für Gehirn- und Nervenkranke, welches er 1866 durch eine neurologische und 1867 durch eine landwirtschaftliche Abteilung (Albrechtshöhe) erweiterte. Als Jacobi-Schüler war er Anhänger der somatischen Richtung und trat für die enge Einheit von Psychiatrie und Neurologie ein.
Adolph Erlenmeyer gehörte 1844 zu den Stiftern der Landsmannschaft Teutonia Bonn, des späteren Corps Teutonia Bonn, dessen Ehrenmitglied er war. Im Jahr 1853 wurde er zum Mitglied der Leopoldina gewählt. Er war Mitglied der Gesellschaft Deutscher Naturforscher und Ärzte.

## Werke
- Die Gehirnatrophie der Erwachsenen, 1852
- Wie sind Seelenstörungen in ihrem Beginne zu behandeln?, 1860 (preisgekrönt und in sieben Sprachen übersetzt)
- Die subcutanen Injektionen der Arzneimittel, 1866
- Die Embolie der Hirnarierien, 1867
- Die luetischen Psychosen, 1876
- Die Prinzipien der Epilepsiebehandlung, 1886